# Königsliebchen
Königsliebchen ist ein deutsches Stummfilm-Historienmelodram aus dem Jahre 1924 von Heinz Schall mit Ruth Weyher in der Titelrolle der Gaby Deslys.

## Handlung
Angelehnt an das Leben der Tänzerin und Schauspielerin Gaby Deslys wird die Geschichte einer einfachen jungen Frau slawischer Herkunft nacherzählt. Die Titelheldin löst sich frühzeitig vom Elternhaus, weil ihre Tanzkünste die Nachstellungen eines benachbarten Bauern nach sich zieht. Bei einem Trödlerpaar findet sie zunächst Unterschlupf. Deren Sohn wird zugleich ihre erste Liebe. Doch Gaby zieht es weiter, sie will unbedingt auf der Bühne Karriere machen, denn die hatte ihr einst eine alte Zigeunerin prophezeit. Als sie dem bekannten Tänzer Henry Pilcer vortanzt, ist dieser von ihr begeistert und macht Gaby zu seiner Bühnenpartnerin. Als er mehr von ihr will, verlässt sie den Kollegen und geht nach Paris, um endgültig berühmt zu werden. 
Doch stattdessen lernt sie einen Prinzen mit königlichen Ambitionen namens Manfred kennen und wird seine Mätresse. Da die „hohe Politik“ eine derartige Verbindung als Mesalliance geißelt und die Offiziere seines Landes zu revoltieren drohen, muss der adelige Regent von Gaby lassen, und sie, die ihren Monarchen schließlich schweren Herzens ziehen lässt, bleibt allein zurück und verlässt das Land. Gaby konzentriert sich nunmehr wieder ganz auf die Bühne und erlebt dort große Erfolge, bis eines Tages der von ihr verlassene Pilcer auftaucht und in seiner Rachsucht auf sie schießt, ehe er sich anschließend mit dem zweiten Schuss selbst richtet. Die Verletzung ist derart schwer, dass Gaby fortan ein Bein nachzieht und nicht mehr tanzen kann. Zutiefst resigniert, kehrt der einstige Bühnenstar, das „Königsliebchen“, in seine alte Heimat zurück und findet hier das private Glück beim Jugendfreund, dem treuen Trödlerjungen, der sie in all den Jahren nie vergessen hat.

## Produktionsnotizen
Königsliebchen entstand an internationalen Drehorten wie Portugal, der Riviera und Paris, passierte am 13. März 1924 die Zensur und wurde mit Jugendverbot belegt. Die Berliner Premiere fand am 28. September 1924 in den Richard-Oswald-Lustspielen statt, in Wien lief Königsliebchen am 1. Mai 1925 an. Die Länge des Sechsakters betrug 2626 Meter.
Hermann Warm und Gustav Knauer gestalteten die Filmbauten.

## Kritiken
Wiens Kino-Journal meinte: „Dieser große, deutsche Film, in blendender Ausstattung gebracht, wird ebenso durch Inhalt wie durch Darstellung und Aufmachung einen großen Erfolg bedeuten.“
Die Filmwelt sah die Geschichte durchaus kritischer. Hier konnte man lesen: „Trotz ausgezeichneter Besetzung … und sauberer Regie bleibt der Film recht mittelmäßig.“
Die Villacher Zeitung hingegen lobte: „Ausstattung, Regie und Spiel sind erstklassig.“